# 白馬郷 (中寧県)
白馬郷とは、寧夏回族自治区中衛市中寧県にある郷。

## 地理
標高約1170mにある郷で近くに黄河が流れている郷で人口は、約1万2000人。

### 行政区画
- 5つの村からなる。
- 白馬村、朱路村、白路村、三道湖村、彰恩村。[3]

## 交通
- 京蔵高速道路
- 省道101号線

## 教育
- 三道湖完全小学
- 白馬郷初級中学
- 白馬郷新田完全小学
- 白馬郷朱路完全小学
- 白馬郷白路完全小学
- 白馬郷白馬完全小学
- 白馬郷躍進完全小学